# Mireya González
Mireya González Álvarez (León, 18 de julio de 1991) es una jugadora española de balonmano que juega de lateral derecho en el HC Dunărea Brăila rumano. Es internacional con la Selección femenina de balonmano de España.
Entre sus logros más importantes están haber conseguido el subcampeonato del mundo en el 2019 con la selección española, y haber ganado las tres competiciones europeas: The Women's EHF Champions League, EHF Cup, y EHF Challenge Cup.

## Trayectoria en clubs

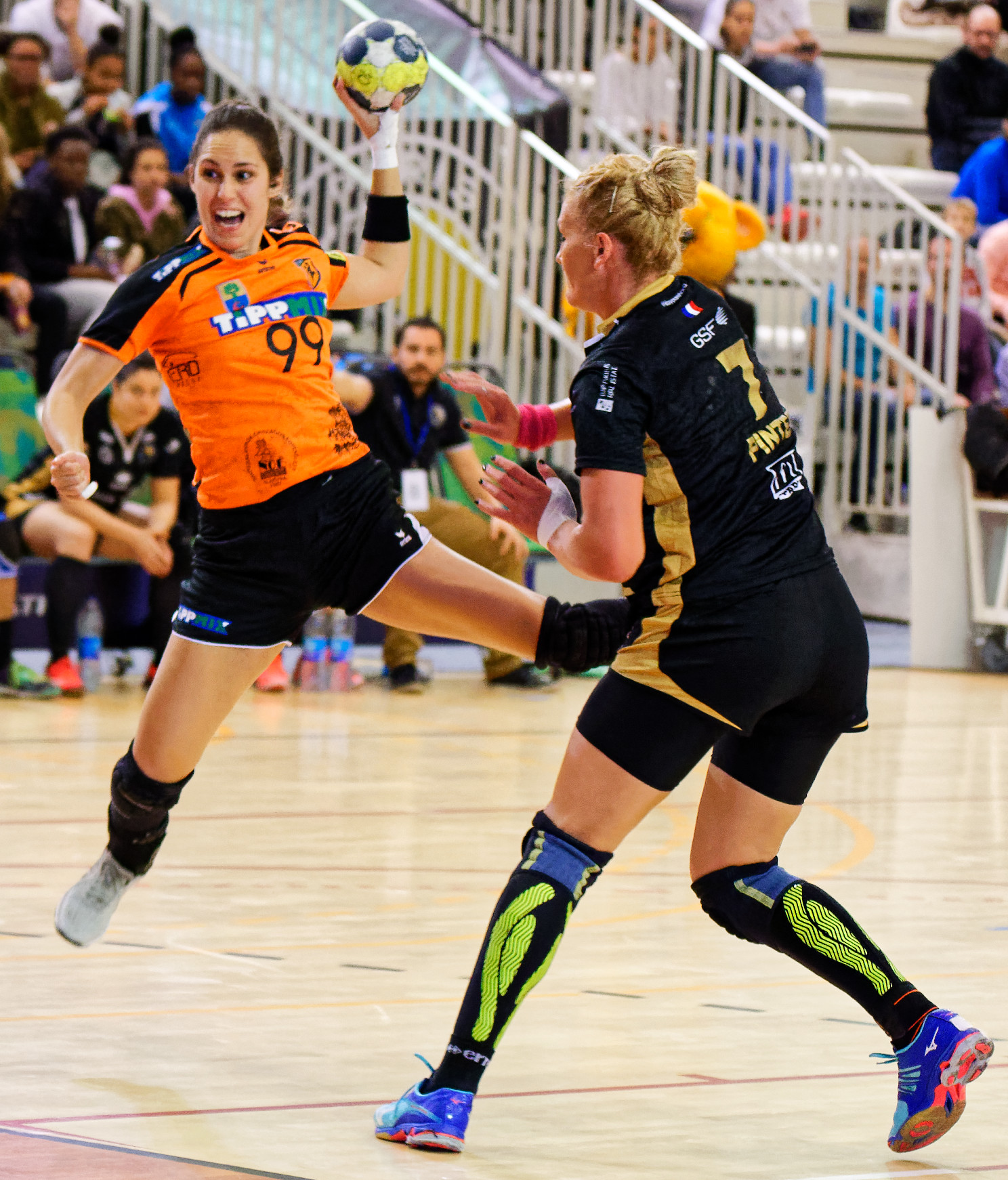
Partido de vuelta de la 3.ª ronda de la Copa EHF, Issy Paris Hand / Erd. En Issy Les Moulineaux, 18 de noviembre de 2017.

2008 - 2012: Jugadora en el Club Balonmano Alcobendas.
2012 - 2015: Juega en Francia con el equipo Union Mios Biganos-Bègles, con el que consiguió ser finalista de la Coupe de la Ligue 2014-2015 y campeona de la EHF Challenge Cup en 2015.
2015 - 2018: Se traslada a Hungría para jugar primero con el Érd NK, con el que fue finalista de la Magyar Kupa 2015-2016 y quedó en 3º lugar de la Hungarian Championship en las temporadas 2015-2016 y 2016-2017. En 2018, juega con Győri Audi ETO KC, con el que será campeona de la Magyar Kupa, de la Hungarian Championship y de la EHF Champions League.
2018 - 2019: Juega con el club Siófok KC y vuelve a obtener el 3º puesto en la Hungarian Championship, a la vez que completa su triple corona europea al ganar la EHF Cup.
2019 - 2022: Cambia de país y juega en el equipo rumano de SCM Râmnicu Vâlcea conseguirá ganar la Supercupa României en 2020, ser finalista en 2019, gana la Cupa României en 2020, 3º en Liga Națională 2021 y 2022. Participa en la The Women's EHF Champions League durante las temporadas 2019-2020 y 2020-2021, siendo ambas temporadas nominada a mejor lateral derecho.
2022 - presente: Juega en HC Dunărea Brăila, con el que ha sido finalista Cupa României 2024,  3º en Cupa României 2023 y 3º en la Supercupa României. También ha jugado la final four EHF Cup 2024.

## Trayectoria Internacional
Con la Selección Española de Balonmano  ha sido 121 internacionalidades y 246 goles hasta el momento. Su mayor existo ha sido la medalla de plata en el Campeonato del Mundo de Kumamoto 2019.

### Participaciones Destacadas
- Juegos del Mediterráneo 2013: 8 goles.
- Campeonato de Europa 2014: 2 goles.
- Campeonato de Europa 2016: 9 goles.
- Campeonato del Mundo 2017: 13 goles.
- Campeonato de Europa 2018: 35 goles.
- Campeonato del Mundo 2019: 27 goles.
- Campeonato de Europa 2020: 12 goles.
- Juegos Olímpicos Tokio 2020: 8 goles.
- Campeonato del Mundo 2021: 3 goles.
- Campeonato de Europa 2022: 7 goles.
- Campeonato del Mundo 2023: 20 goles.

## Palmarés
- Plata: Campeonato del mundo Kumamoto 2019
- Oro:  EHF Champions League 2018
- Oro: EHF Cup 2019
- Oro: EHF Challenge Cup 2015
- Oro: Magyar Kupa 2018
- Oro: Hungarian Championship 2018
- Oro: Supercupa României 2020
- Oro: Cupa României 2020
- Plata: Coupe de la Ligue 2015
- Plata: Magyar Kupa 2016
- Plata: Supercupa României 2019
- Plata: Cupa României 2024
- Bronce: Hungarian Championship 2016
- Bronce: Hungarian Championship 2017
- Bronce: Hungarian Championship 2019
- Bronce: Liga Națională 2021
- Bronce: Liga Națională 2022
- Bronce: Cupa României 2023
- Bronce: Supercupa României 2023